# Heart in Motion
Heart in Motion è un album in studio della cantante statunitense Amy Grant, pubblicato nel 1991.

## Tracce
1. Good for Me – 3:59
2. Baby Baby – 3:57
3. Every Heartbeat – 3:32
4. That's What Love Is For – 4:17
5. Ask Me – 3:51
6. Galileo – 4:19
7. You're Not Alone – 3:49
8. Hats – 4:09
9. I Will Remember You – 5:00
10. How Can We See That Far – 4:26
11. Hope Set High – 2:48